# Comités de défense paysanne
Les Comités de défense paysanne, surnommés les Chemises vertes, sont une organisation agrarienne et fascisante française de l'entre-deux-guerres fondée par un fervent défenseur de la cause agricole, Henri Dorgères, en 1929. À la fois ligue et parti politique, la Défense paysanne se fait remarquer pour son activisme, et échappe à la dissolution des ligues en 1936. Les comités regroupent des cultivateurs et des éleveurs attirés par le concept du retour à la terre. Anti-parlementaire et xénophobe, le groupe s'oppose à l'État et aux fonctionnaires, dont l'instituteur rural fournit la figure honnie.

## Histoire

### Naissance (1929-1933)

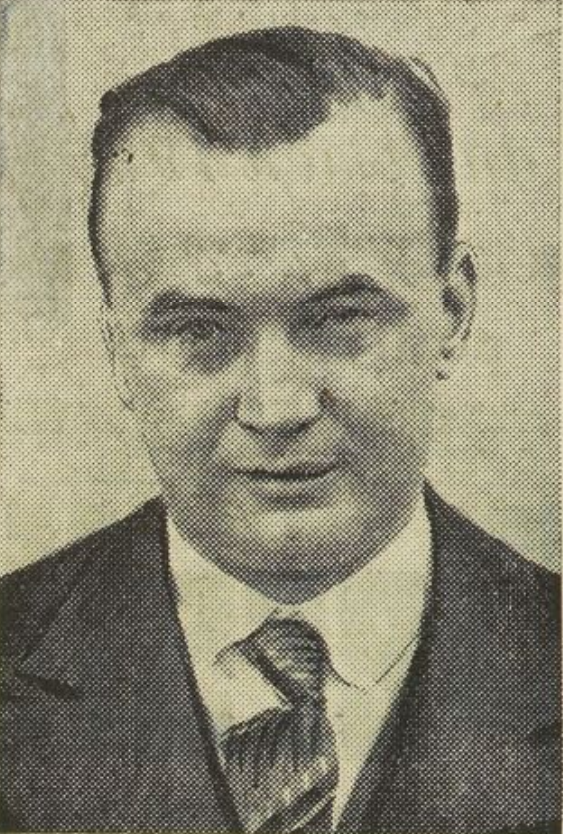
Henri Dorgères dans Excelsior du 12 juillet 1935.

Le Comité de défense paysanne contre les assurances sociales d'Ille-et-Vilaine fondé le 2 janvier 1929 constitue la toute première entité du groupement qui est ensuite déclinée sur toute la France à partir du 3 janvier 1933. Ce premier comité de défense paysanne, fondé en Ille-et-Vilaine, est né d'une protestation contre la loi du 5 avril 1928 étendant les assurances sociales aux ouvriers agricoles. Le mouvement se développe ensuite au Finistère jusqu'à solidement s'implanter en Bretagne et Normandie.
Les Comités s'inscrivent dans la continuité des « Sections d'assaut » créées par Edmond Jacquet et son mouvement Franc-Paysannerie ainsi que de l'Union paysanne d'Alsace (Bauernbund) de Joseph Bilger dont Dorgères s'inspire pour l'uniforme de son service d'ordre.
En 1930, Henri Dorgères noue des relations avec la Fédération nationale des contribuables.

### Apogée (1934-1935)
Peu de temps après la défaite de Dorgères lors de l'élection législative de Blois du 31 mars 1935 contre le candidat radical-socialiste Émile Laurens, le mouvement dorgériste prend une toute nouvelle ampleur,. Le mouvement se renforce dans le Nord-Ouest, essaime excentriquement en Algérie et perce dans les régions du Rhône, de la Loire et les Basses-Pyrénées avant les élections de 1936.
Ce parti épouse rapidement certaines formes du fascisme agraire de la vallée du Pô, mais, il se heurte rapidement à l'action efficace du gouvernement, qui n'hésite pas à envoyer la force armée pendant les récoltes, pour assurer l'approvisionnement des villes. Pour Robert Paxton, il s'agit de « la plus importante rébellion paysanne contre la République depuis la chouannerie ».
Les Comités de défense paysanne bénéficient du financement de quelques notables locaux, tels le comte de la Bourdonnaye, président de la chambre d'agriculture d'Ille-et-Vilaine, le duc d'Harcourt, député conservateur du Calvados, Jacques Lemaigre Dubreuil (qui devint par la suite proche de la Cagoule) ou encore Jacques Le Roy Ladurie.
Le 22 juin 1934, les Comités rejoignent le Front paysan, avec l'Union nationale des syndicats agricoles, des associations de producteurs, et le Parti agraire et paysan français de Gabriel Fleurant-Agricola.
En 1935, Dorgères créé le groupement Syndicat agricole de Défense Paysanne, dont il devient le délégué à la propagande le 27 mai 1936, qui permet aux Comités d'échapper à la dissolution des ligues.

### Crise (1936-1939)

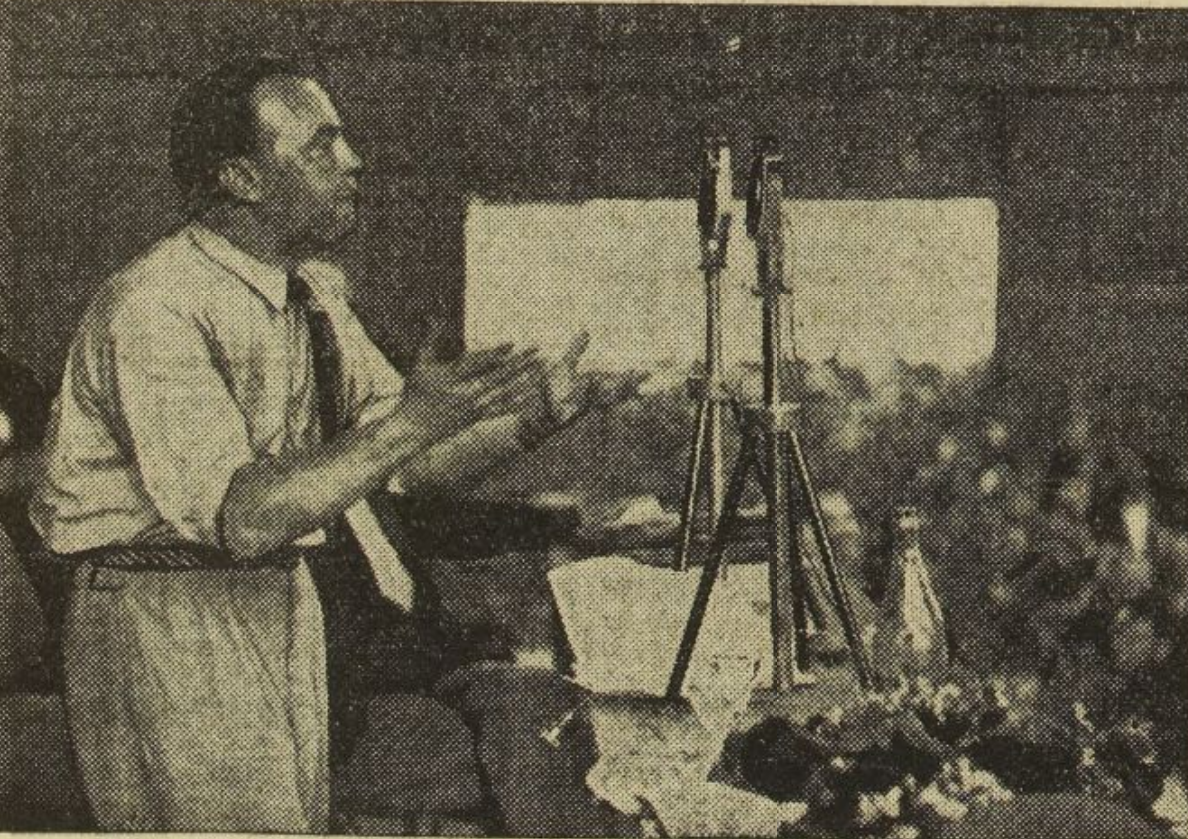
Henri Dorgères, secrétaire général des comités de défense paysanne dans Excelsior du 26 août 1935.

À cause du rapprochement avec d'autres groupes du Front paysan, les moins conservateurs des agrariens quittent le parti derrière l'avocat Henri Noilhan et se rapprochent du Front populaire. Le 1er mars 1936, le Front paysan tombe officiellement en sommeil à la demande des majoritaires en raison de leur proximité avec le Front républicain de Henri Franklin Bouillon. L'ascension politique de Dorgères irrite au sein de la droite et provoque la jalousie des partis concurrents.

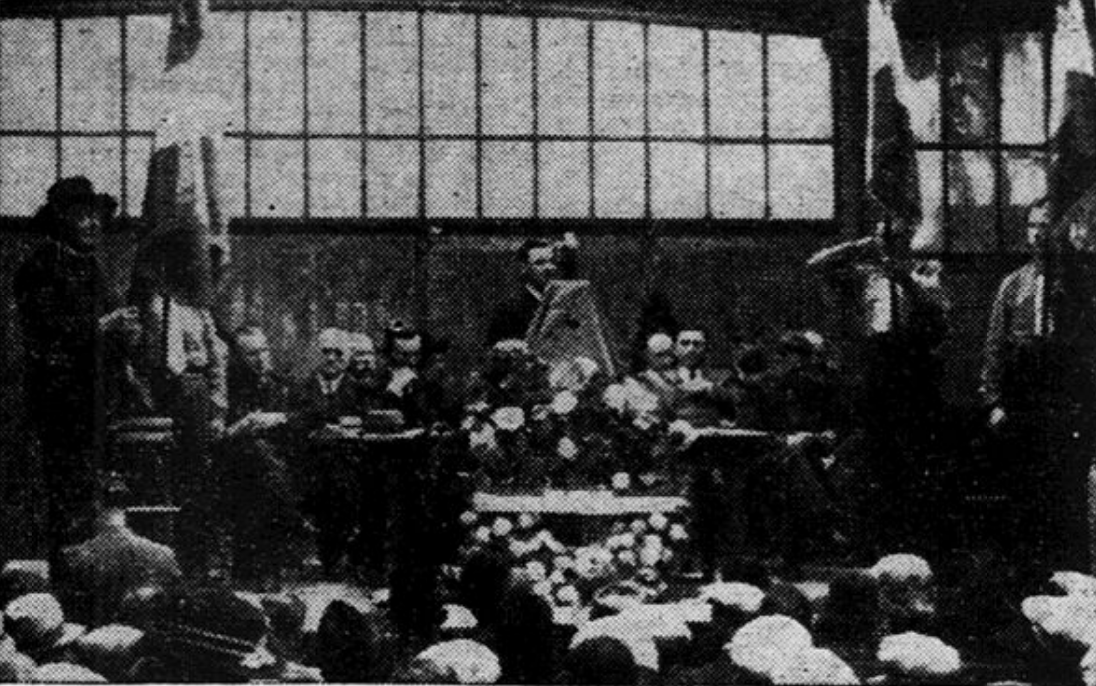
Assemblée générale des Comités de défense paysanne de Bretagne et de la région de l'Ouest à Rennes dans L'Ouest-Éclair du 4 avril 1938.

Durant le Front populaire, les Comités s'épanouissent dans le Nord, le Pas-de-Calais et la « ceinture verte » de Paris au point de déplacer le centre de gravité du mouvement vers le Nord-Est. À l'apogée du mouvement, les jeunes militants sont plusieurs dizaines de milliers répartis sur 50 départements. En 1937, des comités naissent en Provence et en Lorraine tandis qu'une nouvelle campagne de propagande est engagée dans le Sud-Ouest pour raviver les groupes languedociens. Du 24 au 26 septembre 1937, le premier congrès national de défense paysanne se réunit à Paris dans un effort de coordination et de développement national du mouvement. Consécutivement, Henri Dorgères organise des Congrès régionaux de la défense paysanne en 1938. Lors de l'assemblée trimestrielle du 12 juin 1939 c'est 54 départements qui sont représentés. En 1939, le mouvement perce dans les Landes, les Alpes et la Somme mais la Seconde Guerre mondiale vient stopper sa progression.
Malgré tous les efforts fournis, Dorgères n'a pas une influence majoritaire car les paysans restent sous l'influence majoritaire des notables qui constituent eux-mêmes les cadres ou les soutiens de la Fédération républicaine. Le groupement reste surtout basé dans le Nord-Ouest de la France et s'implante difficilement dans d'autres parties du territoire.

## Structure

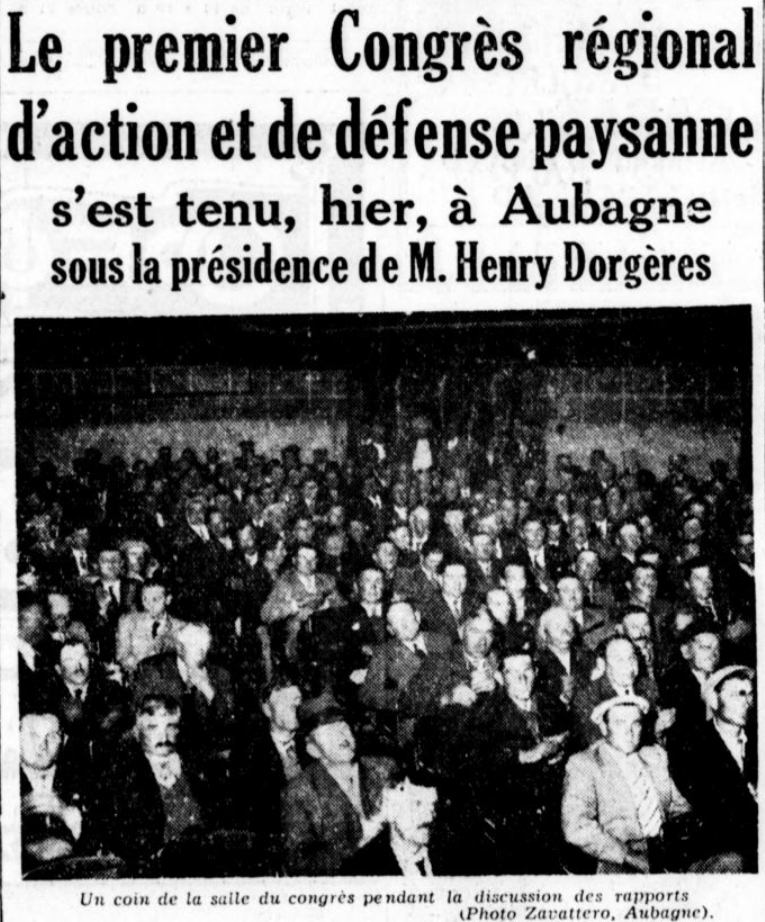
Congrès régional de défense paysanne à Aubagne dans Le Petit Marseillais du 16 mai 1938

L'organisation étant très décentralisée avec « maintes variables dans les noms, les statuts, les durées relatives de mise en place des structures départementales », il est difficile de dresser une chronologie précise de même qu'une analyse sociologique. La décentralisation s'applique aussi en matière de propagande avec une presse très diversifiée avec des titres comme Le cri du sol et Haut les fourches !, organe des Jeunesses paysannes. Le groupement se dote néanmoins d'un Comité central qui n'a qu'une existence formelle dont Dorgères reconnaît volontiers que « les décisions étaient prises par une sorte de commission composée des présidents les plus actifs de nos organisations ». Ce sont les « délégués » et « secrétaires régionaux » qui concentrent les pouvoirs décisionnaires même lorsque le Comité central et les Assemblées trimestrielles des Présidents départementaux sont instaurés. Ce Comité central est d'ailleurs présidé en 1935 par Jean Bohuon, ancien membre des syndicats de cultivateurs-cultivant, qui fédère toutes les organisations départementales. Cette décentralisation est une des principales faiblesses du groupement car il manque de relais au niveau national.
Plusieurs organisations ont gravité dans le faisceau de la Défense paysanne :
- l'Alliance rurale composée de sympathisants non-cultivateurs d'Abel Bonnard à Jacques Lemaigre Dubreuil de la Fédération nationale des contribuables ;
- l'Union des paysans anciens combattants ;
- la Ligue des fermières ;
- la Fédération nationale des maraîchers français ;
- la Ligue morbihannaise de Joseph Cadic ;
- la Fédération du Massif Central ;
- l'Entente Paysanne du Sud-Ouest.

## Effectifs
Sociologiquement, le dorgérisme se développe « en pays de bocage et de petite polyculture à dominante céréalière, en même temps pays de pommiers » puis séduit d'autres milieux économiques tels que les champs ouverts, la grande culture, les pays de betteraviers, de maraîchers, d'horticulteurs. Henri Dorgères revendique exagérément 420 000 adhérents mais ses plus importantes manifestations sont capables de réunir entre 15 000 et 20 000 personnes. En 1938, le comité du Pas-de-Calais rassemble 26 000 adhérents ce qui en fait le groupe le plus prospère. Les comités du Finistère et de l'Ille-et-Vilaine dépassent les 10 000 adhérents tandis que la Sarthe regroupe près de 6 000 adhérents. Finalement, la Défense paysanne est un « rassemblement de petits et moyens paysans, exploitants ou fermiers, céréaliers ou maraîchers ».

## Relations externes
La Défense paysanne entretient des rapports cordiaux avec certains députés modérés de l'Union républicaine et démocratique jusqu'aux Radicaux indépendants comme Étienne Le Poullen, Oswen de Kerouartz ou encore René Faure. Le groupement est aussi en bons termes avec de nombreux présidents de Chambre d'Agriculture notamment dans le Grand Ouest.
L'épiscopat préfère garder ses distances avec le groupement de Dorgères même si des complicités existent au niveau paroissial. Les aumôniers de la Jeunesse agricole catholique et les démocrates chrétiens de l'Ouest Paysan demeurent hostiles.
Au sujet des ligues, la Défense paysanne entretient des rapports confraternels avec l'Action française puis avec le Parti populaire français de Jacques Doriot mais ils ne forment pas d'alliance. Le Parti populaire français finit par rompre avec la Défense Paysanne à force que Dorgères s'en prenne aux « grands féodaux de l'industrie et de la finance ».

## Violences

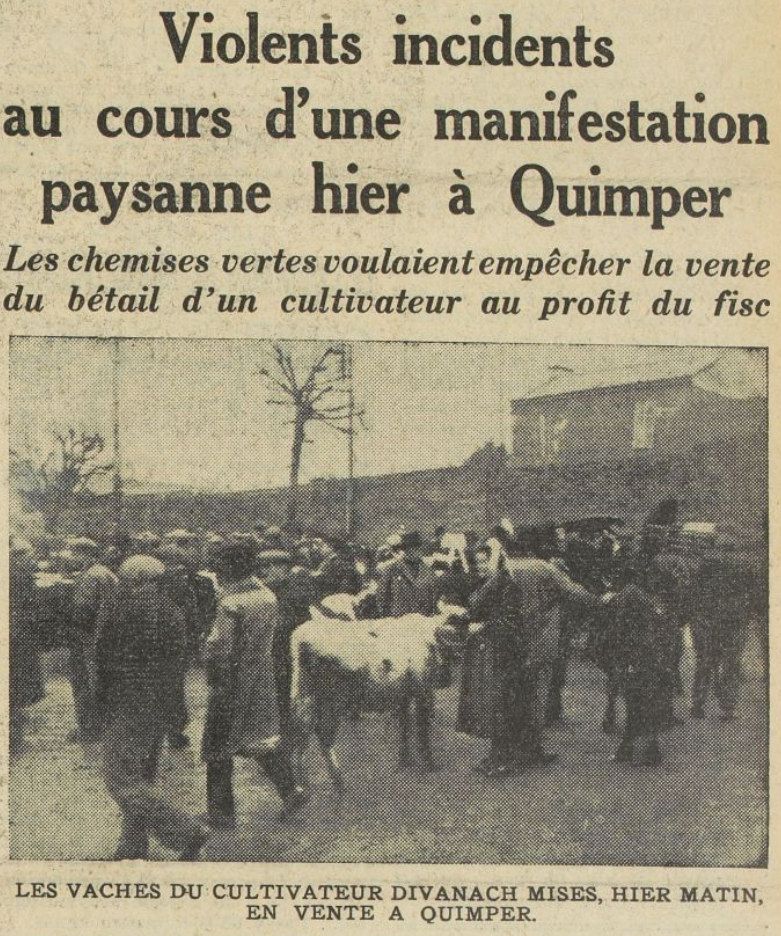
Manifestation des Chemises vertes à Quimper dans Excelsior du 2 février 1936.

Pour riposter contre la multiplication des saisies en 1933, Dorgères réclame une « dictature paysanne » et la création de « gardes paysannes » capables de marcher sur Paris,. C'est seulement le 16 juin 1935 que les Comités des défense paysanne se dotent d'un service d'ordre : les Chemises vertes recrutées dans les Jeunesses paysannes. Vêtues d'une chemise verte, décorés de la fourche et de la faux entrecroisées sur un faisceau de blé, les Chemises vertes sont prêtes à saboter les réunions des adversaires politiques. Elles sont aussi chargées « de manifester en cas de vente sur saisie et d'opposer aux grèves des salariés agricoles en devenant, le cas échant, des « volontaires de la moisson »». Modeste Legouez, futur sénateur de l'Eure, fut le premier président des Jeunesses paysannes. L'historien Pascal Ory estime que les Chemises vertes représentaient au maximum 40 000 personnes dont 10 000 actifs.
Dans Le Progrès Agricole de l'Ouest, Dorgères envisage le recours à l'action violente : « Tous les moyens, pourvu qu'ils soient honnêtes ». Ce discours violent voulait s'opposer à la marginalisation des campagnes et aux saisies des possessions des agriculteurs, y compris par la force. Une violence qui resta en grande partie incantatoire mais qui favorisa à la marge l'émergence d'une politique agrarienne louant la terre sous le régime de Vichy.
Le 20 octobre 1935, près de 4 000 paysans du Finistère dont 400 Chemises vertes se regroupent à Penhars pour s'opposer par la force à la saisie des biens d'un cultivateur,. Le 1er février 1936 à Quimper, les Chemises vertes tentent d'empêcher violemment la vente du bétail d'un cultivateur au profit du fisc. Certains rassemblements dégénèrent en affrontements avec la police ou les opposants de gauche. Le 13 janvier 1936, une réunion des Chemises vertes est perturbée par les tenants du Front populaire sous l'égide du socialiste François Tanguy-Prigent et du communiste Marzin à Plouigneau,. Le 20 octobre 1936, Henri Dorgères et Félix Dessoliers sont arrêtés à Paris tandis que des agriculteurs tentaient d'empêcher la vente de choux-fleurs aux Halles centrales.
Mais le parti sait aussi freiner l'activisme de ses Chemises vertes lorsque ceux-ci dépassent les bornes. Aux environs du 20 octobre 1936, les frères Dessoliers, adeptes du national-socialisme, sont exclus du parti pour avoir constitué des dépôts d'armes chez certains militants de confiance après la grève des maraîchers à Paris.
Quant à la grève, elle est l'ultime recours, généralement sous la forme de grève des marchés en reprenant le mode opératoire d'Edmond Jacquet et son Entente Paysanne du Sud-Ouest. Dorgères va même jusqu'à la grève de l'impôt ce qui lui vaut une peine de prison,.

## Idéologie

### Tentation fasciste

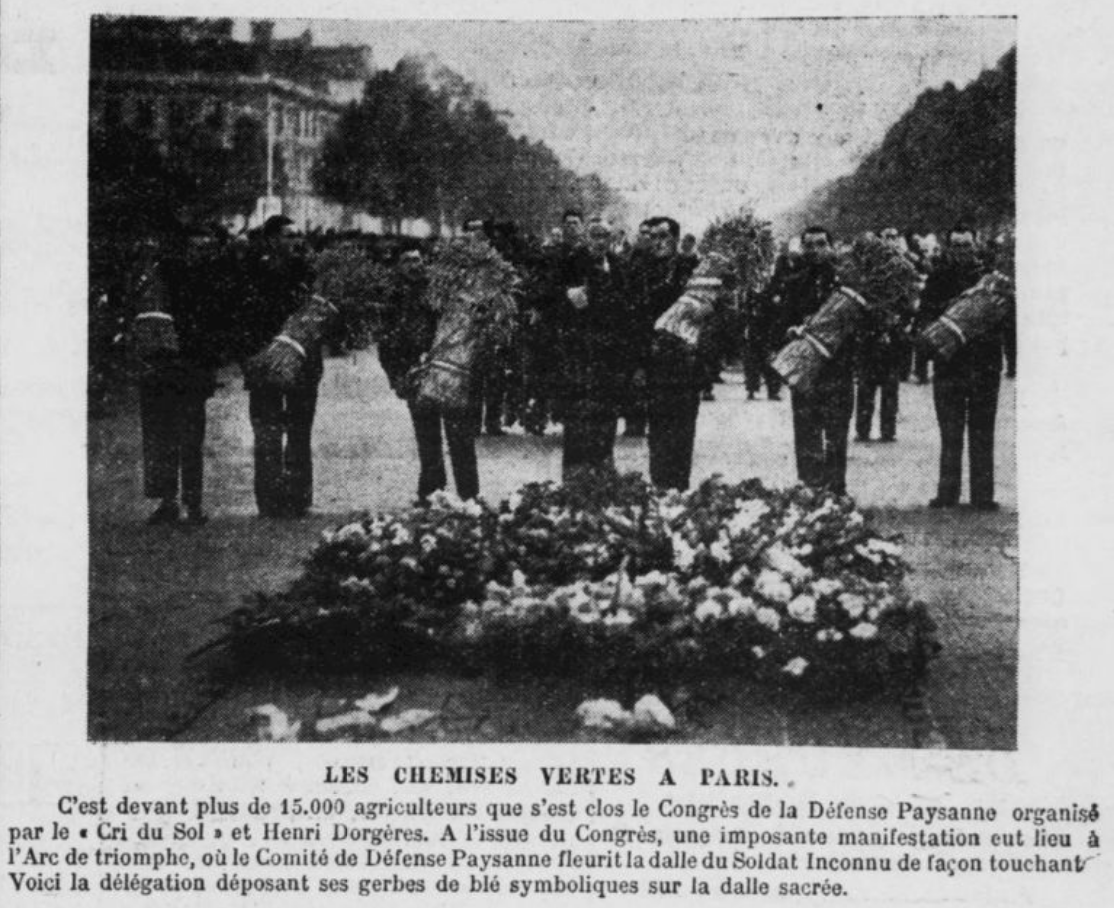
Manifestation des Chemises vertes à l'Arc de triomphe dans La Gazette de Château-Gontier du 17 octobre 1937.

Pour Robert Paxton, les Comités de défense paysanne se situent « dans le champ magnétique du fascisme » au travers de « l'exaltation de la force, les mises en scène de ses réunions publiques, le culte du chef, la primauté des devoirs communautaires sur les droits individuels ». Bien que les Comités revêtent les apparats du fascisme, Dorgères défend une société organique fondée sur le métier et la famille qui le situe plus « du côté des partisans d'un régime autoritaire à la Salazar ou à la Franco ». De plus, les Comités s'adressent uniquement à la classe paysanne et n’adoptent pas un discours populiste dirigé vers l'ensemble du peuple. Le programme est conçu pour satisfaire l'ensemble des agriculteurs conformément à une conception unanimiste du monde rural de l'époque. Robert Paxton conclut que l'idéologie dorgériste est plus un « mélange de tentation fasciste et de repli sur un modèle autoritaire ». Pour l'historien Ronald Hubscher, le dorgérisme incarne « le versant rural des ligues factieuses de la France des années 1930 ».

### Critique de l'étatisme et antiparlementarisme
Dorgères s'insurge contre l'étatisme et contre « toute loi votée qui fasse plus que sanctionner une coutume ». Dans ses premiers éditoriaux au Progrès agricole de l'Ouest, Henri Dorgères dénonce « l'incurie des fonctionnaires, le rôle des trusts, la faiblesse de l'État et fait l'éloge du paysan, menacé car isolé et ne disposant pas d'une force de pression structurée ». Dorgères conserve une rhétorique agressive à l'égard des politiciens dédaignés comme des hommes de la ville. Les députés sont parfois comparés à « des domestiques de ferme qui n'ont pas fait leur travail et peuvent être à bon droit chassés ». Les députés Renaud Jean ou Georges Monnet sont d'ailleurs pris à partie physiquement lors de meetings et de réunions. De leur côté, les fonctionnaires sont jugés trop nombreux et le parti préconise de les envoyer aux champs avec les ouvriers chômeurs au motif que le travail n'y manque pas. L'instituteur est également l'objet d'attaques car il incarnerait la « synthèse de la tare bolchéviste et de la tare fonctionnariste » et promouvrait « l'École du Déracinement ». Les parents convaincus défendaient le droit de destiner leurs enfants à tel métier selon leur convenance. En somme, l'État dorgérien serait un État corporatif paysan.
Cette hostilité envers la régulation étatique n'exclut pas le soutien à un ultra-protectionnisme, qui s'étendrait jusqu'aux produits issus des colonies.
L'antiparlementarisme est aussi un élément capital du discours dorgériste, jugé responsable de « la misère du monde rural par des lois inadaptées et discriminatoires envers les paysans ». Le recours à la fourche lors de meetings ou dans les articles de Dorgères témoigne d'une volonté de « purifier la France » en la débarrassant du « fumier parlementaire ».

### Antimarxisme et antilibéralisme

Affiche anticommuniste du Comité Central de Défense Paysanne (postérieure à 1935).

La stratégie de Dorgères et de Jacques Le Roy Ladurie est de faire acquérir aux agriculteurs la solidarité et la discipline d'une classe paysanne. Toutefois, le marxisme et le socialisme sont dénoncés comme ennemis de la propriété et méprisés comme « la tyrannie des villes ». La lutte des classes est perçue comme une invention politicienne destinée à manipuler les grèves d'ouvriers et de fonctionnaires. Conséquemment, les Chemises vertes luttent ardemment contre les grèves estivales de 1936 à 1938.
La condamnation du capitalisme libéral est nettement plus nuancée car Dorgères fait la distinction entre un capitalisme destructeur, spéculateur et apatride et un capitalisme constructeur. Les trusts ne doivent pas être supprimés, mais francisés et surveillés.

### Antisémitisme
Les Comités mettent en avant un discours agrarien radical basé sur « l'exaltation de la spécificité paysanne, de l'enracinement et d'une certaine conception de la nation française [...] favorable à antisémitisme des années trente ». Louis Louis-Dreyfus, maître du marché céréalier et du Consortium des Grands Moulins concentre une partie des attaques antisémites. Au nom du protectionnisme, Dorgères accuse le Groupe Louis-Dreyfus d'importer illégalement du blé et de « casser » le marché.
En 1936, l'opposition électorale entre Modeste Legouez et Pierre Mendès-France est une occasion supplémentaire de laisser libre cours à l'antisémitisme paysan.

### Pacifisme intégral
La Défense paysanne défend un pacifisme intégral car le paysan serait « la grande victime de la guerre » et qu'il importe d'empêcher un nouvel holocauste. La fraternité des terriens est mise en avant comme le fut la fraternité ouvrière de 1914 de Jaurès et Dorgères soutient l'union des nations paysannes (Italie, France, Espagne) pour contrer les nations industrielles jugées impérialistes et belliqueuses.

### Corporatisme
La Défense paysanne promeut le village, l'artisanat rural et souligne l'importance de la famille traditionnelle comme base de la nation.
Le programme des comités s'organise autour de trois buts principaux :
- la volonté de remplacement des notables ruraux par d'authentiques paysans à la tête des organisations agricoles[25] ;
- le rêve d'une unité du monde agricole alors divisé entre une mouvance anticléricale et une mouvance cléricale[25] ;
- la prise de conscience du problème fondamental de l'équilibre ville-campagne, sorte de conceptualisation avant l'heure d'un nécessaire aménagement du territoire[25].

C'est sous l'impulsion de Jacques Le Roy Ladurie et de Jacques Eynaud que la Défense paysanne enrichit son corpus et son programme sur la question corporative. En matière constitutionnelle, le parti envisage la création d'un ministère extra-parlementaire « dans lequel les Chambres d'Agriculture choisiraient le ministre de l'Agriculture, celles du Commerce celui du Commerce, le Conseil d'État celui de l'Intérieur ». Le Président du Conseil serait exclusivement élu par les Présidents des Chambres d'Agriculture et investi de pouvoirs constituants sans limites. A parti de là, il userait de ses pouvoirs pour dissoudre l'Assemblée nationale et reconstituer le pouvoir législatif à partir d'un Conseil National des Corporations, d'un Conseil des Familles et des Régions, élu selon un droit reconnaissant le vote des femmes et le suffrage familial, qui privilégie les pères de famille nombreuse, et d'un Conseil d'État.

## Presse
- Le Progrès Agricole de l'Ouest, hebdomadaire publié à Rennes[5],
- Le Progrès Agricole du Centre-Ouest,
- La Provence paysanne, mensuel publié à Toulon[9],
- Le Cri du Paysan,
- Le Cri du Sol, hebdomadaire publié à Lyon[3],
- Haut les Fourches !